# Belizisch-deutsche Beziehungen

Karte von Mennonitenkolonien in Belize

Die Belizisch-deutschen Beziehungen sind das zwischenstaatliche Verhältnis zwischen Belize und Deutschland. Vom Auswärtigen Amt werden die Beziehungen beider Länder als „freundschaftlich und problemlos“ bezeichnet. Deutschland verfügt über keine Botschaft in Belize, stattdessen ist die Deutsche Botschaft in Guatemala-Stadt für die Pflege der Beziehungen zu Belize zuständig. Deutschland verfügt außerdem über einen Honorarkonsul in Belize City. Im Gegenzug ist die belizische Botschaft in Brüssel für die Beziehungen mit Deutschland zuständig.
Es gibt einige alte kulturelle Kontakte zwischen Belize und Deutschland. So wurde die Herrnhuter Brüdergemeine ab Mitte des 19. Jahrhunderts in Belize tätig. 1901 verbrachte der spätere Schriftsteller, Kabarettist und Maler Joachim Ringelnatz einige Zeit in Britisch-Honduras. Die Bundesrepublik Deutschland erkannte am 21. September 1981 als zweites Land nach dem Vereinigten Königreich Belize als unabhängigen Staat völkerrechtlich an. Die Aufnahme diplomatischer Beziehungen mit der BRD wird auf den 1. März 1982 datiert, wobei nie diplomatische Beziehungen zur DDR bestanden. Seitdem haben Deutschland und Belize freundschaftliche, aber nur wenig intensive Beziehungen entwickelt. Auf der Ebene der Vereinten Nationen (UN) hat Belize häufig deutsche Initiativen unterstützt.
Die Handelsbeziehungen sind nur wenig entwickelt und tauchen in der deutschen Handelsbilanz unter ferner liefen auf. 2024 lagen die deutschen Warenexporte nach Belize bei 7 Millionen Euro und die Importe aus dem Land bei 6,3 Millionen Euro. In der Rangliste der deutschen Handelspartner nahm Belize damit Rang 182 ein. Deutschland hat Belize Entwicklungshilfe geleistet. Der Fokus lag dabei besonders auf dem Umweltschutz, wie dem Schutz von Küste und Meeresressourcen und dem tropischen Regenwald.
In Belize begannen sich ab den späten 1950er Jahren russlanddeutsche Mennoniten aus Kanada und Mexiko kommend niederzulassen. 1969 wurde ein eigenes „Mennonite Center“ in Belize City gegründet. Die meisten der Mennoniten in Belize sprechen Plautdietsch, einen niederdeutschen Dialekt. Es gibt auch einige Hundert Pennsylvania Dutch sprechende Mennoniten alter Ordnung im Land. Diese Gruppen leben abgeschlossen in eigenen Kolonien und gehören aufgrund ihrer hohen Geburtenrate zu den am schnellsten wachsenden ethnischen Gruppen im multikulturellen Belize. 2022 war die Mennonitengemeinde von ursprünglich einigen tausend auf knapp 15.500 Personen angewachsen, knapp vier Prozent der Bevölkerung. Die Mennoniten nehmen wenig am politischen Leben des Landes teil, sind aber in Landwirtschaft, Handwerk und Kleinindustrie sehr erfolgreich.